# San Pedro Sula
San Pedro Sula é uma cidade de Honduras e capital do departamento de Cortés. 

## História

### Fundação

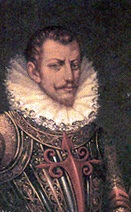
Pedro de Alvarado fundador da ciudade

Foi fundada com o nome de "San Pedro de Puerto Caballos"" por Pedro de alavarado em 27 de junho de 1536. Com a morte de Alvarado em 1541, a Villa de San Pedro Sula é mencionada e não se sabe se o A adição de Sula foi uma disposição oficial", diz a historiadora e membro da Academia Hondurenha de Geografia e História, Carmen Fiallos, em seu livro "Os Municípios de Honduras" (1989). Além disso, diz Fiallos, "Não se sabe se a Villa de San Pedro recebeu formalmente o título de Cidade.
Em 1592, piratas franceses desembarcaram em Puerto Caballos. Eles tomaram o porto, "incendiaram a cidade e, enfurecidos com a vitória, quiseram continuar em direção a San Pedro Sula", com o objetivo de destruir a cidade. Mas estes foram detidos pelo "comendador Jerónimo Sánchez de Carranza (Governador da província de Honduras), que marchou ao seu encontro, à frente de alguns espanhóis, tropeiros vaqueiros e arqueiros índios

### revolução da banana e boom industrial

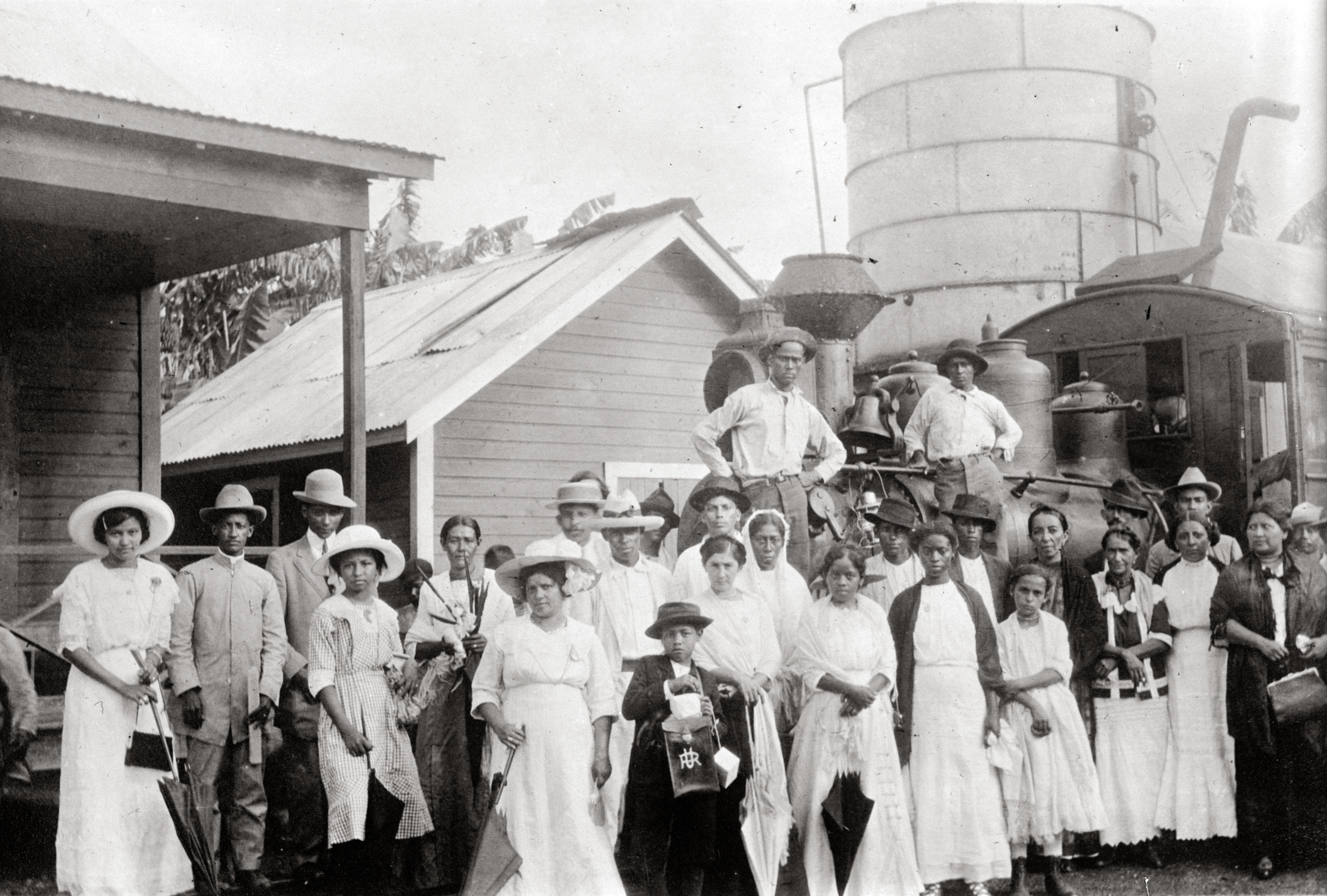
habitantes de san pedro sula na época do boom da banana

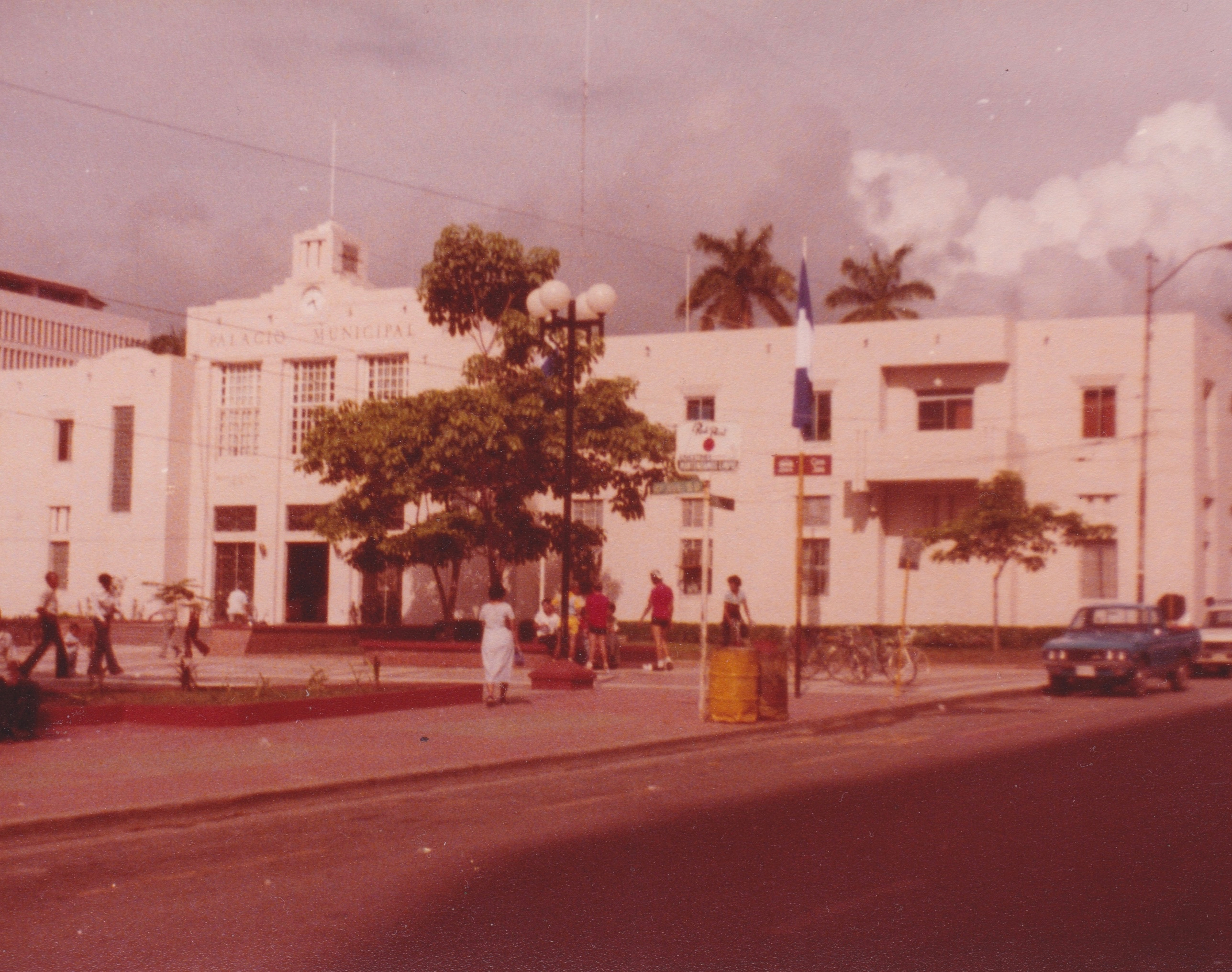
prefeitura na década de 1980

Após 400 anos de estagnação e pouco crescimento populacional em San Pedro Sula como passagem entre o Oceano Atlântico e as minas no centro do país, no século 20 ocorreu o boom do cultivo de banana e a chegada de empresas. por William F. Streich e Samuel Zemurray, marcou a decolagem econômica e demográfica de San Pedro Sula. Fortes correntes migratórias, do interior do país, além de estrangeiros palestinos, norte-americanos e europeus chegaram para contribuir com o desenvolvimento da cidade. No entanto, a chegada dessas empresas estrangeiras fez com que os produtores independentes de banana hondurenhos perdessem o controle das plantações de banana.
Entre 1920 e 1930, a produção de banana representou para Honduras entre 75 e 85 por cento das exportações. San Pedro Sula beneficiou-se enormemente dos impostos provenientes das empresas bananeiras. Ainda mais do que qualquer outro município do departamento de Cortés. Isso estimulou muito o desenvolvimento da cidade, que em 1949 já contava com mais de 21.000 habitantes. Durante o resto do século 20, a cidade tornou-se o centro comercial mais dinâmico do país, com suas fábricas e casas comerciais participando do comércio internacional.

## Geografia
San Pedro Sula está localizada na porção ocidental do Vale da Sula, no norte do território hondurenho e no departamento de Cortés, sendo sua capital política desde 4 de julho de 1893.
San Pedro Sula está localizada em uma boa posição geográfica, em relação às cidades mais importantes do país. A capital, Tegucigalpa, está localizada a 244 km (152 milhas) de San Pedro Sula. Puerto Cortés, o porto mais importante do país e da América Central, fica a apenas 58 km ao norte
A cidade tem uma topografia plana com uma ligeira inclinação a leste, a sul com o rio Chamelecón e a oeste com a montanha Merendón. "Devido às suas características topográficas, San Pedro Sula pode ser dividido em duas zonas: A Zona de Reserva da Cordilheira do Merendón, que ocupa 395 km² e a vertente ocidental, e a zona do Vale do Sula. Na zona de Merendón estão as fontes que produzem água para abastecer a cidade e parte do ecossistema do Parque Nacional do Cusuco.

### Clima
cidade do San Pedro Sula possui um Clima tropical de savana (Aw), de acordo com a classificação climática de Köppen-Geiger. A temperatura durante a verão pode chegar superar os 40 °C, as precipatações são muito fortes durante as estações mais quentes, ddurante o curto inverno e as temperaturas são mais baixas. É um bom destino turístico já que na primavera e verão o sol é forte, enquanto que no curto inverno e outono o clima é agradável já que na maior parte do ao faz calor.
| Dados climatológicos para San Pedro Sula                                                     | Dados climatológicos para San Pedro Sula | Dados climatológicos para San Pedro Sula | Dados climatológicos para San Pedro Sula | Dados climatológicos para San Pedro Sula | Dados climatológicos para San Pedro Sula | Dados climatológicos para San Pedro Sula | Dados climatológicos para San Pedro Sula | Dados climatológicos para San Pedro Sula | Dados climatológicos para San Pedro Sula | Dados climatológicos para San Pedro Sula | Dados climatológicos para San Pedro Sula | Dados climatológicos para San Pedro Sula | Dados climatológicos para San Pedro Sula |
| Mês                                                                                          | Jan                                      | Fev                                      | Mar                                      | Abr                                      | Mai                                      | Jun                                      | Jul                                      | Ago                                      | Set                                      | Out                                      | Nov                                      | Dez                                      | Ano                                      |
| -------------------------------------------------------------------------------------------- | ---------------------------------------- | ---------------------------------------- | ---------------------------------------- | ---------------------------------------- | ---------------------------------------- | ---------------------------------------- | ---------------------------------------- | ---------------------------------------- | ---------------------------------------- | ---------------------------------------- | ---------------------------------------- | ---------------------------------------- | ---------------------------------------- |
| Temperatura máxima recorde (°C)                                                              | 35                                       | 38                                       | 38                                       | 42                                       | 42                                       | 41                                       | 40                                       | 40                                       | 37                                       | 36                                       | 34                                       | 34                                       | 41                                       |
| Temperatura máxima média (°C)                                                                | 31                                       | 31                                       | 34                                       | 35                                       | 35                                       | 36                                       | 36                                       | 36                                       | 35                                       | 33                                       | 32                                       | 31                                       | 31                                       |
| Temperatura mínima média (°C)                                                                | 18                                       | 18                                       | 18                                       | 20                                       | 22                                       | 23                                       | 22                                       | 22                                       | 21                                       | 20                                       | 20                                       | 18                                       | 17                                       |
| Temperatura mínima recorde (°C)                                                              | 10                                       | 12                                       | 13                                       | 16                                       | 18                                       | 19                                       | 20                                       | 20                                       | 20                                       | 17                                       | 12                                       | 11                                       | 15                                       |
| Precipitação (mm)                                                                            | 60,0                                     | 30,6                                     | 9,0                                      | 7,1                                      | 22,9                                     | 142,4                                    | 110,2                                    | 189,7                                    | 151,7                                    | 147,8                                    | 135,3                                    | 91,87                                    | 990,7                                    |
| Fonte: https://es.climate-data.org/america-del-norte/honduras/cortes/san-pedro-sula-1021782/ |                                          |                                          |                                          |                                          |                                          |                                          |                                          |                                          |                                          |                                          |                                          |                                          |                                          |

## Transporte

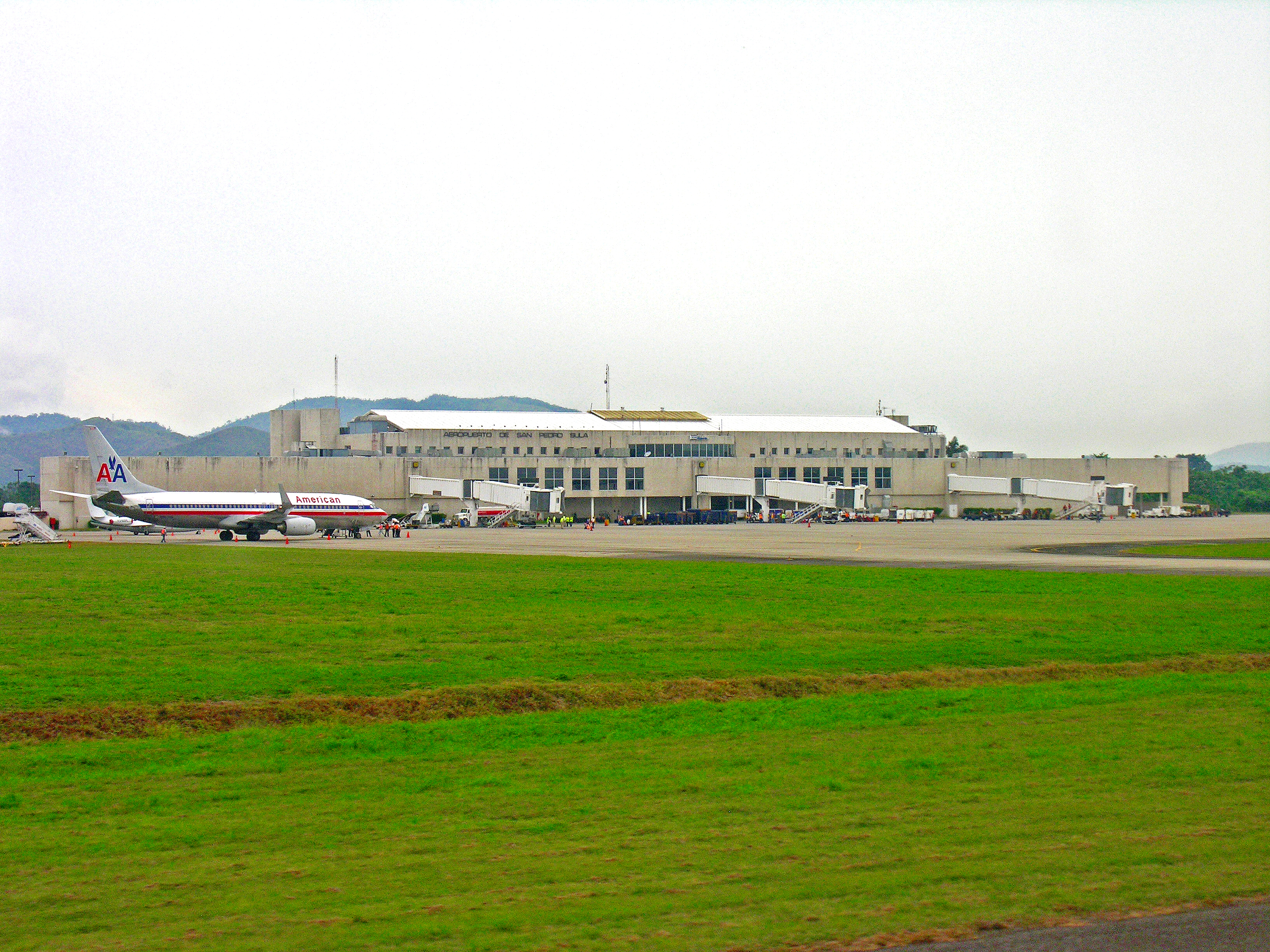
Aeroporto Internacional Ramón Villeda Morales

Para transporte, San Pedro Sula conta com o Aeroporto Internacional Ramón Villeda Morales, localizado a 15 km a leste da cidade. É o aeroporto mais movimentado do país, ainda mais que o da capital, Tegucigalpa. Neste aeroporto, CM AIRLINES, Aeroméxico, COPA, United Airlines, Delta Airlines, Spirit Airlines, Tropic Air, Sosa, Easy Sky, AeroCaribbean, Avianca, American Airlines e recentemente Air Europa oferecem seus serviços regularmente.
Os voos chegam a San Pedro Sula de Madri, Miami, Fort Lauderdale, Houston, Nova York, Havana, Cidade do México, San Salvador, El Salvador; Cidade do Panamá, Panamá; Cidade de Belize, Belize e Cidade da Guatemala, Guatemala. Há também voos domésticos entre San Pedro Sula e Roatán, La Ceiba, Utila, Guanaja e Tegucigalpa.